# Dimitrie Isopescul
Dimitrie Isopescul, německy Demeter Isopescul (3. nebo 15. října 1839 Frătăuții Vechi – 1. května 1901 Vídeň), byl rakouský pedagog a politik rumunské národnosti z Bukoviny, na počátku 20. století poslanec Říšské rady.

## Biografie
V roce 1859 absolvoval státní gymnázium v Černovicích. Bylo mu tehdy 19 let. V letech 1869/1870 – 1901 byl činný coby ředitel učitelského ústavu v Černovicích. Působil i jako zemský školský inspektor pro rumunské školy a člen zemské školské rady. Inspektorem rumunských obecných škol byl jmenován roku 1877. Uvádí se jako školský rada a ředitel se značnými zásluhami o školství v Bukovině. V roce 1895 obdržel Řád Františka Josefa.
Působil i jako poslanec Říšské rady (celostátního parlamentu Předlitavska), kam usedl ve volbách do Říšské rady roku 1901 za kurii všeobecnou v Bukovině, obvod Rădăuți, Siret, Storožynec atd. Poslancem byl jen krátce, do své smrti v květnu 1901. V parlamentu ho potom nahradil Tudor de Flondor.
Ve volbách v roce 1901 se uvádí na Říšské radě coby starorumunský kandidát. Byl členem poslaneckého Rumunského klubu.
Od začátku svého působení ve vídeňském parlamentu začal trpět nemocí. O Velikonocích 1901 proto odjel na léčení k moři do Opatije. Pak ve vrátil do Vídně. Zemřel v květnu 1901. Poslední rozloučení se konalo za účasti politických představitelů v pravoslavném chrámu na Fleischmarktu ve Vídni.
Jeho synem byl politik Constantin Isopescu-Grecul (1871–1938).